# Lasioglossum ecanidum
Lasioglossum ecanidum är en biart som beskrevs av Gregory B. Pauly 1980. Lasioglossum ecanidum ingår i släktet smalbin, och familjen vägbin. Inga underarter finns listade i Catalogue of Life.